# Кудеїха
Кудеї́ха (рос. Кудеиха, чув. Кудеиха) — село у складі Поріцького району Чувашії, Росія. Адміністративний центр Кудеїхинського сільського поселення.
Населення — 707 осіб (2010; 822 у 2002).
Національний склад:
- росіяни — 78 %

У селі народився Герой Радянського Союзу Артем'єв Федір Андрійович (1914-1992).